# Tal Brody
Pour les articles homonymes, voir Brody.
Tal Brody, en hébreu : טל ברודי, né le 30 août 1943 à Trenton dans le New Jersey, est un ancien joueur américano-israélien de basket-ball. Il évolue au poste d'arrière.

## Biographie
Né aux États-Unis, il est approché par des émissaires du Maccabi Tel-Aviv, dont Moshe Dayan, après ses études universitaires effectuées à l'Université de l'Illinois. Il se laisse convaincre malgré un choix en 13e position lors de la Draft 1965 par les Bullets de Baltimore.
Avec son équipe, il atteint la finale de la Coupe des vainqueurs de coupe 1967. Il doit retourner à son pays d'origine pour y remplir ses obligations militaires. Il dispute durant cette période le Championnat du monde 1970 à Belgrade, obtenant la médaille de bronze.
Revenu en Israël, dont il deviendra également international, il aide son club du Maccabi à obtenir son premier titre européen en remportant la Coupe des clubs champions 1977. Cette victoire s'effectue après avoir éliminé en demi-finale le CSKA Moscou : le match aller est déclaré gagné par forfait pour le Maccabi, le CSKA ne pouvant pour des raisons politiques jouer à Tel-Aviv. Le match retour, toujours pour des raisons politiques, se dispute en Belgique à Virton, match remporté par 91 à 79 par les israéliens. en finale, le Maccabi se défait à Belgrade du club italien du Mobilgirgi Varese par 78 à 77.
Considéré comme un héros national, il est également l'auteur d'une célèbre phrase pour le peuple israélien : we are on the map, phrase qui sera reprise dans de nombreuses contextes, en particulier dans le domaine politique.

## Club
- 1961-1965 : Université de l'Illinois
- 1966-1980 : Maccabi Tel-Aviv ( Israël)

## Palmarès

### Club
- Coupe des clubs champions 1977
- Finaliste de la Coupe des vainqueurs de coupe 1967
- 10 titres de Champion d'Israël
- 6 Coupe d'Israël

### Sélection nationale
- Championnat du monde
  -  Médaille de bronze du Championnat du monde 1970 à Belgrade

### Distinction personnelle
- Choisi en 12e position lors de la Draft 1965 par les Bullets de Baltimore